# Jarosław Burczyk
Jarosław Burczyk (ur. 13 lipca 1964 w Olsztynie) – polski biolog i genetyk, profesor nauk biologicznych, profesor Uniwersytetu Kazimierza Wielkiego w Bydgoszczy i jego prorektor w kadencjach 2016–2020 i 2020–2024.

## Życiorys
W 1987 ukończył studia na Uniwersytecie Mikołaja Kopernika w Toruniu. Doktoryzował się w 1992 na Uniwersytecie im. Adama Mickiewicza w Poznaniu w oparciu o pracę pt. System kojarzenia a fenologia i intensywność kwitnienia na wybranej plantacji nasiennej sosny zwyczajnej (Pinus silvestris L.), której promotorem był prof. Władysław Chałupka. Stopień naukowy doktora habilitowanego uzyskał w 1999 na UAM na podstawie rozprawy Systemy kojarzenia drzew iglastych. Tytuł profesora nauk biologicznych otrzymał 17 listopada 2005.
W latach 1987–1993 był zatrudniony w Instytucie Dendrologii PAN. W 1993 podjął pracę w Wyższej Szkole Pedagogicznej w Bydgoszczy, przekształcanej kolejno w Akademią Bydgoską i Uniwersytet Kazimierza Wielkiego, na którym doszedł do stanowiska profesora zwyczajnego (po zmianach prawnych profesora). W latach 2007–2016 był dyrektorem Instytutu Biologii Eksperymentalnej na Wydziale Nauk Przyrodniczych. W 2016 został wybrany na prorektora UKW do spraw nauki w kadencji 2016–2020, w 2020 utrzymał stanowisko na kolejną czteroletnią kadencję.
Specjalizuje się w genetyce populacyjnej. Opublikował ponad 80 prac, wypromował siedmiu doktorów. Był stypendystą rządu francuskiego, Fundacji Fulbrighta i Fundacji Kościuszkowskiej. Otrzymał Nagrodę Naukową Prezydenta Bydgoszczy (2009) oraz Nagrodę Wydziału II Nauk Biologicznych i Rolniczych PAN (2012).
W 2019, za wybitne zasługi w pracy naukowo-badawczej i dydaktycznej, został odznaczony Krzyżem Kawalerskim Orderu Odrodzenia Polski. Odznaczony także Złotym (2010) i Srebrnym (2000) Krzyżem Zasługi oraz Medalem Komisji Edukacji Narodowej (2005).